# Rehling
Rehling è un comune tedesco di 2 637 abitanti che fa parte del circondario di Aichach-Friedberg, situato nel land della Baviera.